# Pierre-Yves Hamel
Pour les articles homonymes, voir Hamel.
Pierre-Yves Hamel, né le 3 février 1994 à Brest, est un footballeur français. Il évolue au poste d'attaquant au Paris FC.

## Biographie

### Enfance et formation
Né le 3 février 1994 à Brest, dans le Finistère, Pierre-Yves Hamel est issu d'une famille de footballeurs. Son grand-père maternel est Jean Combot, joueur professionnel au Stade rennais et au Toulouse FC, international B dans les années 1940 et 1950. Son grand-père paternel, Adrien Hamel — par ailleurs maire de Saint-Martin-des-Champs, dans la Manche, de 1991 à 2008 — joue au poste de demi à l'US Avranches au milieu des années 1960, alors que son père Jean-François Hamel joue également à l'US Avranches et à Plabennec dans les années 1980, au poste de gardien de but, avant de devenir directeur d'un collège à Landivisiau,,,. Pierre-Yves Hamel d'abord pratique le handball, puis prend sa première licence de footballeur au Racing Club de Lesneven, en 2001,. Il y joue jusqu'en 2007, à l'âge de 14 ans, date à laquelle il intègre le centre de préformation de Ploufragan, et rejoint le Football Club de Landerneau. En 2009, Pierre-Yves Hamel intègre le centre de formation du Stade rennais, choisissant de suivre les traces de son grand-père maternel,,.

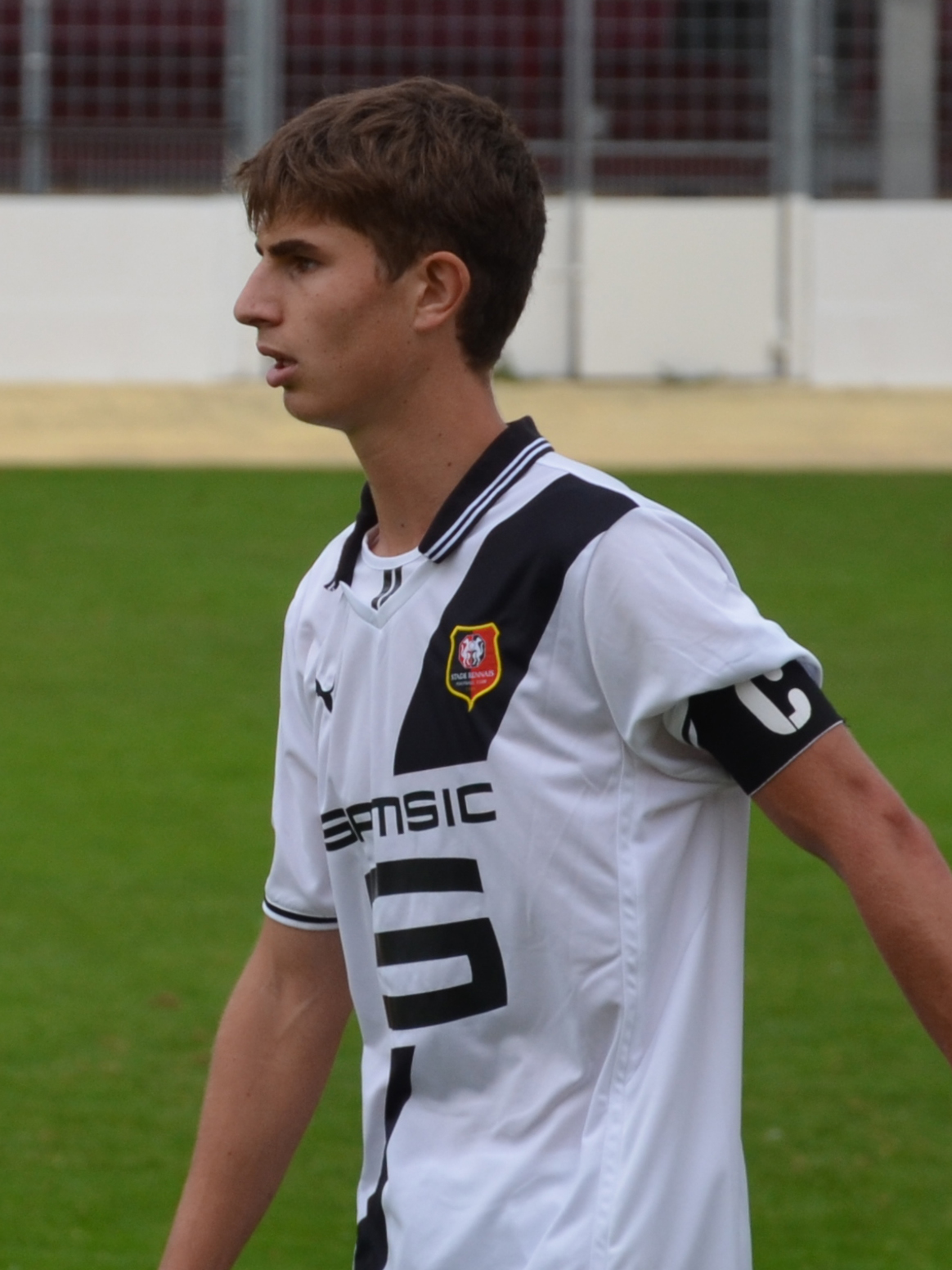
Pierre-Yves Hamel en septembre 2013, avec l'équipe réserve du Stade rennais.

Après avoir connu des difficultés lors de ses premières saisons à Rennes, Pierre-Yves Hamel finit par s'affirmer en 2012-2013 : il finit la saison en intégrant l'équipe réserve de son club formateur, avec laquelle il marque quatre buts en autant d'apparitions en CFA2. L'été suivant, il remporte avec Rennes le Trophée des centres de formation de Ploufragan, et est élu meilleur joueur du tournoi. Toutefois, sa saison 2013-2014 est compliquée par une grosse blessure, ce qui ne l'empêche pas de marquer sept buts en quatorze apparitions avec l'équipe réserve. À l'issue de la saison, le Stade rennais lui propose un premier contrat professionnel d'une année, avec deux années supplémentaires en option, ce qui fait de lui le sixième joueur de sa génération à  passer professionnel dans l'effectif rennais, après Tiémoué Bakayoko, Cédric Hountondji, Steven Moreira, Adrien Hunou et Zana Allée.

### Des débuts professionnels difficiles
Malgré la signature de son premier contrat professionnel, Pierre-Yves Hamel n'est pas intégré à son effectif par l'entraîneur rennais Philippe Montanier, à qui son profil ne « plaît pas », selon le joueur. Il ne fait ainsi aucune apparition dans les groupes convoqués pour les matchs de l'équipe première, et passe donc l'intégralité de la saison 2014-2015 avec la réserve en CFA2, championnat où il dispute vingt matchs et marque huit buts durant cet exercice. Le Stade rennais décide ainsi de ne pas lever son option pour deux années supplémentaires, et l'attaquant quitte son club en fin de contrat, à l'intersaison 2015. 
Pour se relancer, il est alors recruté par l'US Avranches, l'ancien club de son père, qui évolue en National et souhaite « miser sur un joueur à fort potentiel », « pour qu'il se développe et se révèle », d'après son entraîneur Damien Ott. Mais ce passage dans un championnat de niveau supérieur est un échec : Pierre-Yves Hamel ne dispute que deux rencontres sous les couleurs avranchinaises, dont une comme titulaire, et joue le plus souvent avec la réserve, en Division d'honneur.  Faute d'avoir réussi à s'imposer, il résilie son contrat avec le club manchois en novembre 2015,. Début janvier 2016, Pierre-Yves Hamel rejoint l'équipe réserve du FC Lorient, en CFA, et retrouve au sein du club morbihannais deux de ses formateurs à Rennes, Régis Le Bris et Franck Haise. Lors de la seconde partie de la saison 2015-2016, il marque trois buts en douze apparitions à ce niveau.

### L'affirmation au FC Lorient
À l'automne 2016, après avoir débuté la saison avec l'équipe réserve, Pierre-Yves Hamel est intégré au groupe professionnel lorientais par Sylvain Ripoll, alors que le FC Lorient lutte pour son maintien en Ligue 1. Convoqué pour un match disputé au stade du Moustoir face au FC Nantes, le 15 octobre 2016, l'attaquant fait ses débuts professionnels en remplaçant Maxime Barthelmé en seconde mi-temps. À dix minutes de la fin de la rencontre, il marque son premier but, d'une tête plongeante sur un centre de Steven Moreira, côtoyé durant sa formation à Rennes. Jusqu'à la fin octobre, il est utilisé à deux autres reprises par Ripoll et par son successeur Bernard Casoni, notamment lors d'un match de Coupe de la Ligue au Roazhon Park, perdu face au Stade rennais, puis ne fait qu'une seule autre apparition avec les professionnels, mi-mars 2017. Entretemps, le 29 janvier 2017, il prolonge son contrat jusqu'en 2019 avec le FC Lorient. S'il joue encore principalement avec la réserve lorientaise en CFA (dix-neuf matchs joués, pour cinq buts marqués), sa saison est également marquée par une série de blessures. Ainsi, il bénéficie durant l'été 2017 d'un programme de reprise personnalisé, pour préparer au mieux une saison que le FC Lorient doit disputer en Ligue 2, après avoir été relégué au terme de l'exercice précédent.
Doublure de Gaëtan Courtet en début de saison, il profite d'une titularisation en Coupe de France contre la Stella Maris de Douarnenez pour inscrire un triplé. Dans la foulée, une semaine plus tard, il marque un doublé face au Stade brestois, le club qu'il supportait lorsqu'il était enfant,,. Il s'installe ensuite comme titulaire à la pointe de l'attaque lorientaise, et s'affirme comme l'une des révélations du championnat de Ligue 2 2017-2018. Le 14 mars 2018, il prolonge une nouvelle fois son contrat avec le FC Lorient, portant son engagement jusqu'en 2021.
Lors de la saison 2019-2020, il inscrit son premier but dès la deuxième journée face à Caen. Il réussit un bon début de saison en participant quasiment à tous les matchs. Il réussit un doublé face au Chamois niortais pour relancer la machine lorientaise qui restait sur 3 matchs consécutifs sans victoires contre des équipes du haut de classement, après cette victoire 4-1, Lorient retrouve la première place de la Ligue 2.

## Statistiques
| Saison                | Club                  | Championnat           | Championnat | Championnat | Championnat | Coupe nationale | Coupe nationale | Coupe nationale | Coupe de la Ligue | Coupe de la Ligue | Coupe de la Ligue | Total | Total | Total |
| Saison                | Club                  | Division              | M.          | B.          | P.d.        | M.              | B.              | P.d.            | M.                | B.                | P.d.              | M.    | B.    | P.d.  |
| 2015-2016             | US Avranches          | National              | 3           | 0           | 0           | 2               | 1               | 0               | -                 | -                 | -                 | 5     | 1     | 0     |
| 2016-2017             | FC Lorient            | Ligue 1               | 3           | 1           | 0           | -               | -               | -               | 1                 | 0                 | 0                 | 4     | 1     | 0     |
| 2017-2018             | FC Lorient            | Ligue 2               | 29          | 10          | 1           | 3               | 4               | 0               | 2                 | 0                 | 1                 | 34    | 14    | 2     |
| 2018-2019             | FC Lorient            | Ligue 2               | 37          | 19          | 3           | -               | -               | -               | 1                 | 0                 | 0                 | 38    | 19    | 3     |
| 2019-2020             | FC Lorient            | Ligue 2               | 26          | 9           | 5           | 2               | 0               | 0               | 1                 | 1                 | 0                 | 29    | 10    | 5     |
| 2020-2021             | FC Lorient            | Ligue 1               | 23          | 4           | 2           | 2               | 0               | 0               | -                 | -                 | -                 | 25    | 4     | 2     |
| 2021-2022             | FC Lorient            | Ligue 1               | 3           | 0           | 0           | -               | -               | -               | -                 | -                 | -                 | 3     | 0     | 0     |
| Sous-total            | Sous-total            | Sous-total            | 121         | 43          | 11          | 7               | 4               | 0               | 5                 | 1                 | 1                 | 133   | 48    | 12    |
| 2021-2022             | Clermont Foot 63      | Ligue 1               | 17          | 0           | 0           | 1               | 0               | 0               | -                 | -                 | -                 | 18    | 0     | 0     |
| 2022-2023             | Paris FC              | Ligue 2               | 17          | 2           | 0           | -               | -               | -               | -                 | -                 | -                 | 17    | 2     | 0     |
| 2023-2024             | Paris FC              | Ligue 2               | 22          | 8           | 1           | -               | -               | -               | -                 | -                 | -                 | 22    | 8     | 1     |
| 2024-2025             | Paris FC              | Ligue 2               | 23          | 5           | 0           | 1               | 0               | 0               | -                 | -                 | -                 | 24    | 5     | 0     |
| Sous-total            | Sous-total            | Sous-total            | 62          | 15          | 1           | 1               | 0               | 0               | -                 | -                 | -                 | 63    | 15    | 1     |
| Total sur la carrière | Total sur la carrière | Total sur la carrière | 203         | 58          | 12          | 11              | 5               | 0               | 5                 | 1                 | 1                 | 219   | 64    | 13    |

## Palmarès
Il est champion de Ligue 2 en 2020 avec le FC Lorient puis vice-champion de Ligue 2 en 2025 avec le Paris FC.

## Personnalité et style de jeu
Durant sa formation et à ses débuts professionnels, Pierre-Yves Hamel est régulièrement comparé à l'attaquant allemand Thomas Müller, autant pour leur ressemblance physique que pour leur style de jeu similaire. L'intéressé avoue avoir une étiquette de « « renard des surfaces », parce que j'ai marqué beaucoup de buts dans les six mètres. Je suis un joueur qui aime traîner dans la surface ». Mickaël Landreau, l'entraîneur qui l'installe comme titulaire en Ligue 2, loue sa générosité sur le terrain. « Sa taille, son jeu de tête, sa qualité d'appels en font un joueur précieux, même s'il peut progresser dans la finition », estime le technicien. « C'est un pur joueur d'axe, il se déplace très bien pour être dans les zones qui font mal à l'adversaire, il sait couper les trajectoires. Et c'est quelqu'un, sur le terrain, qui est sûr de lui », ajoute également Landreau. Son coéquipier Mattéo Guendouzi loue quant à lui son travail défensif : « peut-être qu’on ne le voit pas toujours beaucoup dans le jeu, mais il est très présent, et fait très mal aux deux défenseurs centraux », juge-t-il.
L'intéressé revendique une maturation plus tardive que d'autres footballeurs, qui lui offre plus de calme sur le terrain, et face au but en particulier. « Le sang-froid, je l'ai beaucoup travaillé, parce que je n'ai pas toujours été comme ça. D'une manière générale, j'ai maintenant assez de recul. C'est aussi dû au fait que j'ai un parcours assez particulier. Je n'ai pas souvent été dans les premiers de ma génération, ceux qu'on attendait le plus. Mon passage à Avranches, où je n'ai pas beaucoup joué, a été une période compliquée. Puis je suis venu à Lorient, en CFA, après l'âge normal de la formation. J'ai été plus tardif que certains, donc j'ai appris le recul et la patience. J'ai attendu mon heure », affirme l'attaquant.
Pierre-Yves Hamel revendique fièrement ses origines finistériennes, et plus particulièrement brestoises, quitte à se faire l'ambassadeur de son département auprès de ses coéquipiers, étant « hyper attaché à [s]es terres, [s]es racines ». À l'été 2018, alors que Pape Paye quitte le FC Lorient, il en profite pour récupérer le numéro 29 alors laissé libre. Pierre-Yves Hamel parle breton, langue apprise auprès d'amis d'enfance bilingues,.